# Components
| Recensione | Giudizio |
| ---------- | -------- |
| AllMusic   |          |

Components è un album del vibrafonista e marimbista jazz statunitense Bobby Hutcherson, pubblicato dalla Blue Note Records nel settembre del 1966.

## Tracce
LP (1966, Blue Note Records, BLP 4213/BST 84213)
Lato A
Musiche di Bobby Hutcherson.
1. Components – 6:23
2. Tranquillity – 5:01
3. Little B's Poem – 5:08
4. West 22nd Street Theme – 4:42

Lato B
Musiche di Joe Chambers.
1. Movement – 7:29
2. Juba Dance – 5:21
3. Air – 4:45
4. Pastoral – 2:02

- Durata brani ricavati dalla ristampa su CD del 1994, pubblicato dalla Blue Note Records (CDP 7243 8 29027 2 0)

## Formazione
- Bobby Hutcherson – vibrafono, marimba
- Freddie Hubbard – tromba (eccetto nel brano: Little B's Poem)
- James Spaulding – sassofono alto, flauto
- Herbie Hancock – pianoforte
- Ron Carter – contrabbasso
- Joe Chambers – batteria

### Produzione
- Alfred Lion – produzione
- Registrazioni effettuate al Van Gelder Studio di Englewood Cliffs, New Jersey (Stati Uniti) il 10 (o) 14 giugno 1965
- Rudy Van Gelder – ingegnere delle registrazioni
- Reid Miles – foto copertina frontale e design album originale
- Francis Wolff – foto di Bobby Hutcherson (retrocopertina album originale)
- Nat Hentoff – note retrocopertina album originale[3]